# Ewerton Paixao da Silva
Ewerton Paixao da Silva (sinh 28 tháng 12 năm 1996), hay còn gọi Ewerton, là một tiền đạo bóng đá Brasil hiện tại thi đấu cho câu lạc bộ Fortuna Liga FC ViOn Zlaté Moravce.

## Sự nghiệp câu lạc bộ

### FC ViOn Zlaté Moravce - Vráble
Ewerton Paixao da Silva ra mắt tại Fortuna Liga cho FC ViOn Zlaté Moravce - Vráble trước FC DAC 1904 Dunajská Streda ngày 10 tháng 12 năm 2016.